# Alice Halicka
Alice Halicka, ou Alicja Halicka, nascida em Cracóvia (Polônia) em 20 de dezembro de 1889 e falecida em Paris em 30 de dezembro de 1974, é uma pintora e designer judia polonesa, naturalizada francesa. Conhecida sobretudo pela sua pintura, teve uma produção artística muito rica: pintura, ilustração, colagem, desenho, têxteis, cenografia e figurino.